# Text (Schriftmaß)
Non Plus Ultra (2 Punkt)
Microscopique (2,5 Punkt)
Brilliant (3 Punkt)
Diamant (4 Punkt)
Perl (5 Punkt)
Nonpareille (6 Punkt)
Insertio (6,5 Punkt)
Kolonel (7 Punkt)
Petit (8 Punkt)
Borgis (9 Punkt)
Korpus (10 Punkt)
Rheinländer (11 Punkt)
Cicero (12 Punkt)
Mittel (14 Punkt)
Tertia (16 Punkt)
Paragon (18 Punkt)
Text (20 Punkt)
Kanon (36 Punkt)
Konkordanz (48 Punkt)
Sabon (60 Punkt)
Die Text ist ein Schriftgrad im Bleisatz mit einer Kegelhöhe von 20 Didot-Punkten, das entspricht 7,52 mm. Die Entsprechung in 20 DTP-Punkten misst 7,056 mm.
Der Name Text wird auf die Drucktypengröße der ersten Gutenberg-Bibeln bezogen. Dort wurden als Textschrift Buchstaben in etwa einer 20-Punkt-Schrift verwendet.
In alten Quellen taucht auch die Bezeichnung Secunda auf, sie leitet sich von ihrer Stellung der in früheren Druckereien vorhandenen sieben Buchstabengrößen her. Es gab Petit (8 Punkt) als kleinste Schrift, dann Korpus (10 Punkt), Cicero (12 Punkt), Mittel (14 Punkt), Tertia (16 Punkt), Text (20 Punkt) und Kanon (36 Punkt). Text war also von oben herab gezählt „die zweite“ Schriftgröße.
Schriftmaße haben in vielen europäischen Ländern andere Namen, oder gleiche Namen bezeichnen unterschiedliche Kegelhöhen. Schriften dieser Größe heißen in Frankreich Petit Paragnon, in Holland Paragon, in England Two Line Long Primer, in Spanien Gran Paragon und in Italien Ascendonica.